# Kostel svatého Stanislava (Mohelnice)
Kostel svatého Stanislava v Mohelnici je renesanční stavbou z 16. století. Kostel s cennými renesančními náhrobky a hřbitovní branou byl v roce 1958 zapsán na seznam kulturních památek.

## Historie

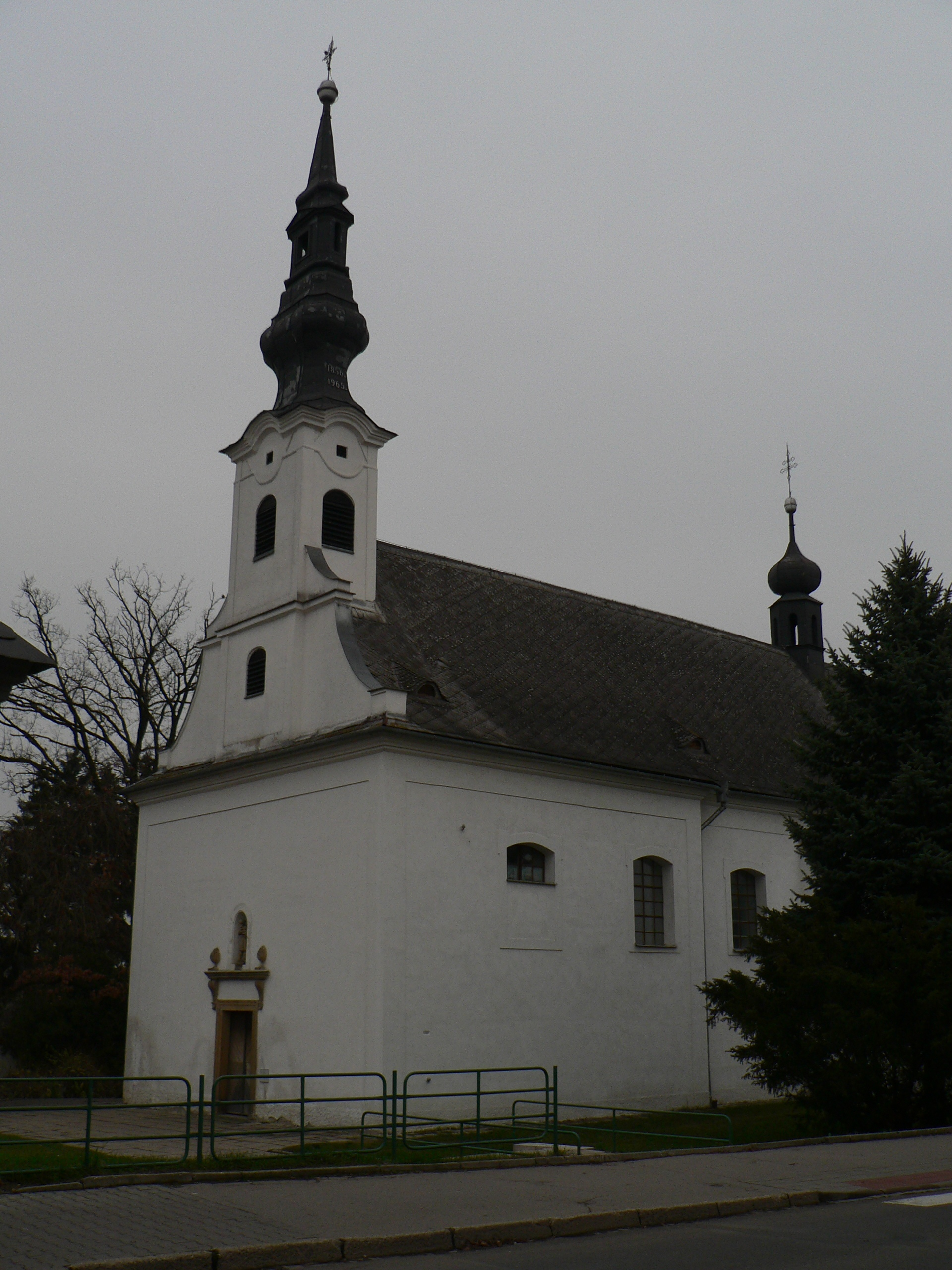
Průčelí kostela, přistavěné v 18. století

Výstavba kostela svatého Stanislava souvisí s potřebou zřízení nového hřbitova v Mohelnici. Kostel byl postaven na místě bývalé kaple svaté Barbory jako hřbitovní kostel. Na vlastní náklad výstavbu zahájil v roce 1577 mohelnický rodák, pražský arcibiskup Antonín Brus. Zemřel však ještě před dokončením kostela, v roce 1580. Kostel vysvětil olomoucký biskup Stanislav Pavlovský v roce 1584. Během třicetileté války byl kostel v roce 1642 poničen. Od roku 1664 byl postupně opravován s finanční podporou olomouckého biskupa Karla II. z Lichtenštejna, který jej znovu vysvětil v roce 1695. V roce 1739 při požáru města kostel vyhořel a obnoven byl až v roce 1747.
V roce 1773 nebo o několik let později byl zvětšen asi o 5 m na západě přístavbou lodě s kruchtou a věží. Zároveň byla upravena okna a celý kostel byl nově zaklenut. Stáří sakristie není jasné –⁠⁠⁠⁠⁠ mohla vzniknout při přestavbě nebo patřit k původní stavbě. V roce 1795 byly prováděny blíže neurčené úpravy na věži, celý kostel byl upraven v letech 1855–⁠⁠⁠⁠⁠1856 (fasády, zastřešení věže).
V roce 1933 byly v kostele postaveny nové varhany. V roce 1949 byla provedena částečná rekonstrukce kostela, v roce 1964 byla opravena věž. V letech 1976–⁠⁠⁠⁠⁠77 dostal kostel novou střechu a fasádu. V roce 1980 byla dokončena celková rekonstrukce kostela včetně statického zajištění a úpravy interiéru. Vysvěcen byl v roce 1982.

## Popis stavby
Kostel je přibližně orientovaný, jednolodní, s mírně odsazeným, trojboce ukončeným kněžištěm, u něhož se nachází pilíř s krucifixem. K severní zdi kněžiště přiléhá čtyřboká sakristie. Na západě na loď navazuje širší přístavba s hranolovitou zvonicí. Závěr kněžiště a východní části lodi jsou podepřeny opěrnými pilíři. Fasády jsou členěny mělkými vpadlými výplněmi, ve kterých jsou okna se segmentovými záklenky. Hlavní vstup do kostela je v průčelí, po obou stranách staré lodi jsou vstupy boční. Nad západním portálem je kartuše se znakem Lichtenštejnů, v nice nad ní socha svatého Stanislava (1855).

### Interiér
Kněžiště, loď i sakristie jsou zaklenuty valenou klenbou s výsečemi. V západní přístavbě lodi je hudební kruchta, podklenutá jediným širokým obloukem.

### Zařízení
Obětní stůl a tabernákl vytvořil podle liturgické úpravy 2. vatikánského koncilu v letech 1978–⁠⁠⁠⁠⁠1980 Jiří Beránek. Cenné jsou figurální náhrobníky s poloplastikou Krista na kříži –⁠⁠⁠⁠⁠ patří Michaelu Hagendornovi z Vratislavi (†1585) a Anně Hagendornové (†1587), rodičům mohelnického faráře Valentina Hagendorna. Obraz sv. Stanislava z původního oltáře namaloval Pavel Kammereit (1797). Z konce 18. století pochází i obrazový soubor křížové cesty. Zvony ve věži pocházejí z let 1747 a 1749, reliéfy na nich zobrazují sv. Stanislava a zřejmě sv. Kryštofa.

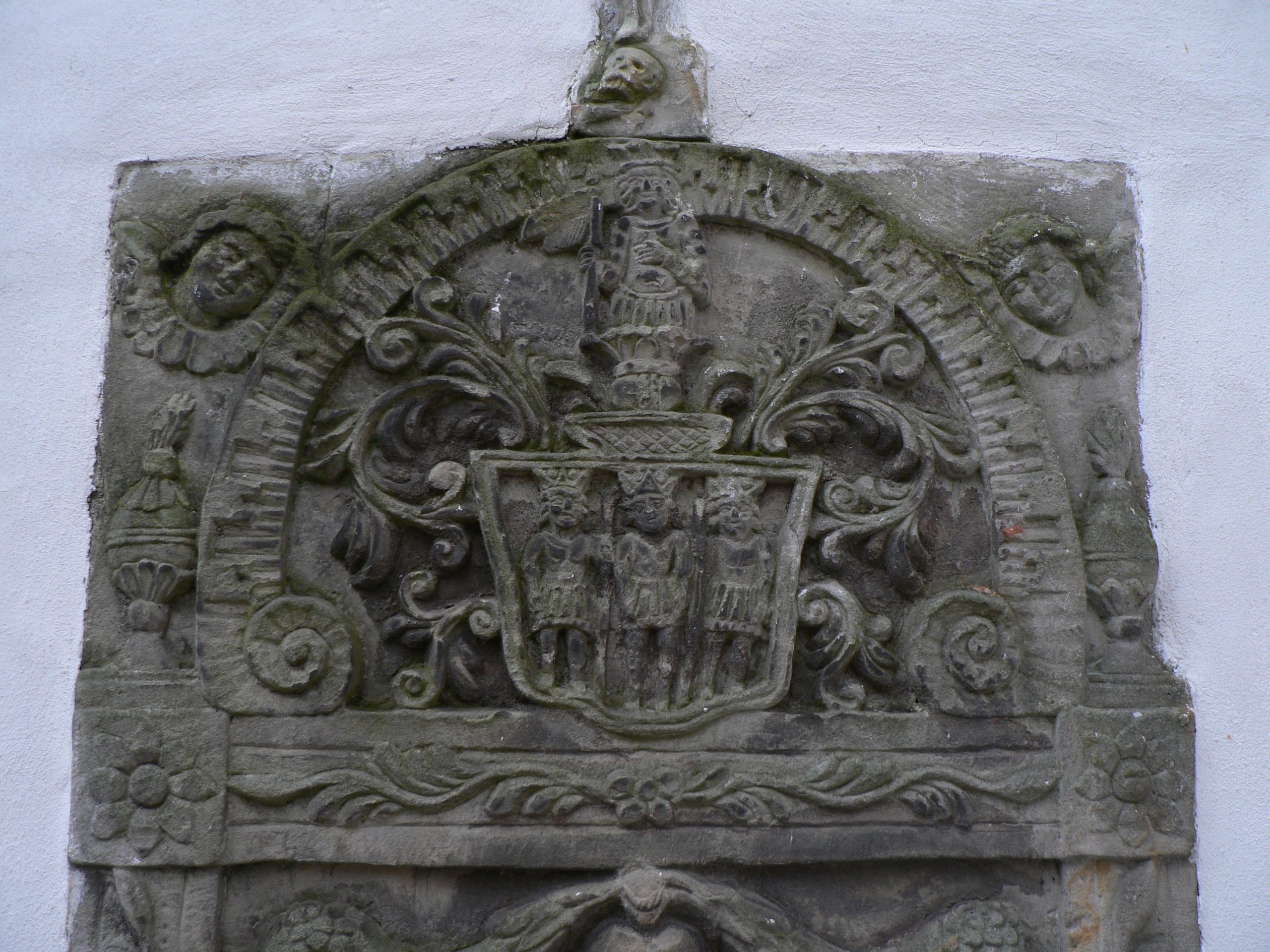
Detail jednoho z litinových pomníků

### Okolí kostela
Kostel obklopoval hřbitov, vymezený ohradní zdi. Z této se zachovala pouze brána s půlkruhovým záklenkem, završená štítem s rodovým znakem kardinála Františka z Ditrichštejna a města Mohelnice, opatřená latinským nápisem s letopočtem 1607. Snad v této době byl hřbitov založen, zrušen byl roku 1905 a na jeho místě vznikl park. Na bývalý hřbitov upomínají klasicistní litinové pomníky, zasazené ve zdi kostela. U severní strany kostela stojí kamenný kříž.